# 颱風蝴蝶 (2013年)
颱風蝴蝶（英語：Typhoon Wutip，國際編號：1321，聯合颱風警報中心：WP202013，菲律賓大氣地球物理和天文管理局：Paolo）為2013年太平洋颱風季第十九個被命名的風暴。「蝴蝶」一名由澳門提供，是一種昆蟲，背部長有四張寬闊而顏色美麗的翅膀。在春夏間，不同品種的蝴蝶可在澳門鄉間找到。

## 發展過程
2013年9月24日，一個熱帶擾動在南海中部海面上生成。同日早上，美國海軍研究實驗室給予擾動編號93W。
9月25日上午2時，日本氣象廳將其升格為低壓區。下午2時，日本氣象廳將其升格為熱帶低氣壓。同時，聯合颱風警報中心對其在24小時內形成為熱帶氣旋的機會給予「LOW」的評級。下午9時30分，日本氣象廳對其發出烈風警報。
9月26日上午5時30分，聯合颱風警報中心將發展機率升級為「MEDIUM」。下午4時，聯合颱風警報中心對其發佈熱帶氣旋形成警報。9月26日下午5時，菲律賓大氣地球物理和天文管理局把該低壓區升格為熱帶低氣壓，並發佈第一報熱帶氣旋資訊，命名為Paolo。
9月27日上午5時，聯合颱風警報中心將其升格為熱帶低氣壓，並給予編號20W。下午3時15分，日本氣象廳將其升格為熱帶風暴，並命名為蝴蝶。下午5時，聯合颱風警報中心將其升格為熱帶風暴。
9月28日上午8時50分，日本氣象廳將其升格為強烈熱帶風暴。下午8時50分，日本氣象廳將其升格為颱風。下午11時，聯合颱風警報中心將其升格為颱風。
9月30日下午5時45分，蝴蝶在越南廣平省北部沿海登陸。下午9時05分，日本氣象廳將其降格為強烈熱帶風暴。下午11時，聯合颱風警報中心對蝴蝶發出最後警報。
10月1日上午3時10分，日本氣象廳將其降格為熱帶風暴。上午9時10分，日本氣象廳將其降格為熱帶低氣壓。下午2時，日本氣象廳表示蝴蝶已經減弱消散。
其後於聯合颱風警報中心所發佈的最佳路徑中，聯合颱風警報中心將蝴蝶的接近中心最高持續風速上調至100節；但在日本氣象廳發佈的最佳路徑中，日本氣象廳將蝴蝶的風速下調至65節。

## 影響

### 中国大陆
當地最高熱帶氣旋警告信號： 颱風黃色預警信號
9月27日下午6時，中央氣象台發佈颱風藍色預警信號。
9月28日上午6時，中央氣象台改發颱風黃色預警信號。
10月1日上午6時，中央氣象台解除所有颱風預警信號。

### 越南
9月30日下午5時45分，蝴蝶在廣平省北部沿海登陸。

## 熱帶氣旋信號使用記錄

### 中国大陆
| 國家氣象中心 颱風預警信號 | 國家氣象中心 颱風預警信號 | 國家氣象中心 颱風預警信號 |
| ------------------------- | ------------------------- | ------------------------- |
| 上一熱帶氣旋              | 颱風藍色預警信號          | 下一熱帶氣旋              |
| 超強颱風天兔              | 颱風藍色預警信號          | 強颱風菲特                |
| 超強颱風天兔              | 颱風黃色預警信號          | 強颱風菲特                |

## 外部連結
- （日語）http://www.jma.go.jp/ （页面存档备份，存于） 日本氣象廳首頁
- （英文）http://www.usno.navy.mil/JTWC/（页面存档备份，存于） 聯合颱風警報中心首頁
- （简体中文）https://web.archive.org/web/20120928121548/http://www.nmc.gov.cn/ 中央氣象台首頁
- （繁體中文）http://www.cwb.gov.tw/（页面存档备份，存于） 中央氣象局首頁
- （繁體中文）http://www.hko.gov.hk/（页面存档备份，存于） 香港天文台首頁
- （繁體中文）http://www.smg.gov.mo/（页面存档备份，存于） 澳門地球物理暨氣象局首頁
- （越南文）http://www.nchmf.gov.vn/（页面存档备份，存于） 中央水文氣象預報中心首頁